# ポルタフォルトゥナ
ポータフォーチュナ（Porta Fortuna、2021年1月23日 - ）は、アイルランドの競走馬。
主な勝ち鞍は2023年のチェヴァリーパークステークス、2024年のコロネーションステークス、ファルマスステークス、メイトロンステークス。

## 経歴

### 2023年（2歳時）
4月16日カラ競馬場芝6fの未勝利戦でデビュー勝ちを収めると、続く5月21日のG3フィリーズスプリントステークスでは先団追走から残り1ハロンで先頭に立ち、後方から追い込んできたナバッサアイランドをクビ差振り切り重賞初制覇を飾る。6月23日のG3アルバニーステークスでは中団の外目で脚を溜めると、先に抜け出したマトリカを1馬身差でかわして快勝、重賞2連勝とした。なお、鞍上のランフランコ・デットーリはこのレースの勝利でロイヤルアスコット開催の80勝目をマークしている。G1初出走となった8月12日のフェニックスステークスでは中団追走から懸命に追い上げてきたが勝ち馬ブカネロフェルテから4馬身離された2着、9月10日のモイグレアスタッドステークスでもオルネライアとの3着同着と勝ち切れいないレースが続いた。
9月30日のチェヴァリーパークステークスでは道中好位追走から残り2ハロンで抜け出すと後続に1馬身半差をつけ快勝、G1競走初制覇を果たした。この後、アメリカに遠征して11月3日のブリーダーズカップ・ジュヴェナイルフィリーズターフに出走。好位中団でレースを進め、直線で馬場のインから脚を伸ばしてきたが先に抜け出したハードトゥジャスティファイを捕え切れず2着と惜敗した。

### 2024年（3歳時）
3歳シーズンの初戦は前哨戦を挟まず、5月5日に行われる英1000ギニーに直行した。レースでは早めに抜け出した2番人気ラマチュエルをゴール寸前にかわしたものの並んで追い込んだ伏兵エルマルカにクビ差及ばず2着となった。英1000ギニーの後は地元の愛1000ギニーには進まず、ロイヤルアスコット開催のコロネーションステークスに出走した。英仏の1000ギニー馬が揃った中、それらを抑えて3番人気に支持されたこのレースでは、道中2番手追走から直線で先に先頭に立った2番人気オペラシンガーを差し切り、そのまま1馬身差をつけてゴールイン。G1レース2勝目をマークした。
コロネーションSの後は初の古馬との対戦となるファルマスステークスに出走。当馬の他にG1レースの勝ち馬がいない低調なメンバー構成で、単勝オッズ1.9倍と圧倒的1番人気に支持されると、2着ジャバーラに3馬身3/4差をつける圧勝でG1レース3勝目を挙げた。
ファルマスステークスのあとは地元のメイトロンステークスに出走。このレースには愛1000ギニー馬のフォールンエンジェルや、フィリーズマイル勝ち馬のイランイランなど同世代の強豪が顔を揃えた中1番人気に推された。実際のレースでは逃げるフォールンエンジェルを鋭い末脚で捉えると1馬身差をつけて快勝。G1・3連勝、通算4勝目とした。
次走は順調であればBCマイルを予定している。

## 血統表
| ポルタフォルトゥナの血統  | ポルタフォルトゥナの血統           | ポルタフォルトゥナの血統 | （血統表の出典）        | （血統表の出典） |
| 父系                      | ストームキャット系                 | ストームキャット系       | ストームキャット系      | [ § 2 ]          |
| 父 Caravaggio 2014 芦毛   | 父の父Scat Daddy 2004 黒鹿毛       | Johannesburg             | Hennessy                | Hennessy         |
| 父 Caravaggio 2014 芦毛   | 父の父Scat Daddy 2004 黒鹿毛       | Johannesburg             | Myth                    |                  |
| 父 Caravaggio 2014 芦毛   | 父の父Scat Daddy 2004 黒鹿毛       | Love Style               | Mr Prospector           | Mr Prospector    |
| 父 Caravaggio 2014 芦毛   | 父の父Scat Daddy 2004 黒鹿毛       | Love Style               | Likeable Style          |                  |
| 父 Caravaggio 2014 芦毛   | 父の母Mekko Hokte 2000 芦毛        | Holy Bull                | Great Above             | Great Above      |
| 父 Caravaggio 2014 芦毛   | 父の母Mekko Hokte 2000 芦毛        | Holy Bull                | Sharon Brown            |                  |
| 父 Caravaggio 2014 芦毛   | 父の母Mekko Hokte 2000 芦毛        | Aerosilver               | Relaunch                | Relaunch         |
| 父 Caravaggio 2014 芦毛   | 父の母Mekko Hokte 2000 芦毛        | Aerosilver               | Silver In Flight        |                  |
| 母 Too Precious 2015 鹿毛 | 母の父Holy Roman Emperor 2004 鹿毛 | *デインヒル              | Danzig                  | Danzig           |
| 母 Too Precious 2015 鹿毛 | 母の父Holy Roman Emperor 2004 鹿毛 | *デインヒル              | Razyana                 |                  |
| 母 Too Precious 2015 鹿毛 | 母の父Holy Roman Emperor 2004 鹿毛 | L'On Vite                | Secretariat             | Secretariat      |
| 母 Too Precious 2015 鹿毛 | 母の父Holy Roman Emperor 2004 鹿毛 | L'On Vite                | Fanfreluche             |                  |
| 母 Too Precious 2015 鹿毛 | 母の母Delicate Charm 2007 鹿毛     | High Chaparral           | Sadler's Wells          | Sadler's Wells   |
| 母 Too Precious 2015 鹿毛 | 母の母Delicate Charm 2007 鹿毛     | High Chaparral           | Kasora                  |                  |
| 母 Too Precious 2015 鹿毛 | 母の母Delicate Charm 2007 鹿毛     | Kantikoy                 | Alzao                   | Alzao            |
| 母 Too Precious 2015 鹿毛 | 母の母Delicate Charm 2007 鹿毛     | Kantikoy                 | Kalata                  |                  |
| 母系(F-No.)               | (FN:5-e)                           | (FN:5-e)                 | (FN:5-e)                | [ § 3 ]          |
| 5代内の近親交配           | Northern Dancer 5・5・5            | Northern Dancer 5・5・5  | Northern Dancer 5・5・5 | [ § 4 ]          |
| 出典                      | 1. 2. 3. 4.                        | 1. 2. 3. 4.              | 1. 2. 3. 4.             | 1. 2. 3. 4.      |